# Iván Rosado
Juan Manuel Rosado Mojarro, né le 24 avril 1974 à Huelva en Espagne, est un footballeur espagnol évoluant au poste d'attaquant.

## Biographie
Iván Rosado commence sa carrière au Recreativo Huelva, en troisième division. Il y évolue pendant cinq saisons, inscrivant 25 buts en championnat lors de la saison 1996-1997.
Iván Rosado évolue par la suite pendant sept saisons avec le club du CA Osasuna. Il dispute avec cette équipe 121 matchs en première division, inscrivant 26 buts. Il inscrit 14 buts en Liga lors de la saison 2000-2001, ce qui constitue sa meilleure performance dans l'élite espagnole.